# فينوبروكومون
فينوبروكومون (بالإنجليزية: Phenprocoumon)‏ هو دواء يُستعمل في علاج:
- انصمام رئوي[6]

## دوره
يلعب هذا الدواء دورًا في علاج الأمراض كونه:
- مضاد تخثر